# WCW Women's Championship
Het WCW Women's Championship was een professioneel worstelkampioenschap voor vrouwen dat georganiseerd werd door World Championship Wrestling (WCW).
In 1996 herleefde de afdeling "vrouwen" in de WCW traag door de terugkeer van Madusa, die de eerste helft van het jaar  spendeerde door te ruziën met Sherri Martel en Bull Nakano. Dit leidde tot de creatie van het WCW Women's Championship. De eerste officiële WCW Women's Champion was gekroond in een '8-vrouw toernooi' dat op 4 november 1996 was begonnen in een aflevering van Monday Night Nitro en beëindigde op 29 december 1996 op Starrcade. Het toernooi alleen gebruikte zeven worstelaarsters; vijf van deze worstelaarsters waren Japanse vrouwen van de GAEA Japan promotie (Akira Hokuto, Chigusa Nagayo, KAORU, Meiko Satomura en Sonoko Kato). De andere deelnemers waren Madusa en Malia Hosaka. Het toernooi werd gewonnen door Akira Hokuto, nadat ze Madusa versloeg in de finale.

## Titel geschiedenis
| Nr.                                                            | Worstelaar          | #                   | Datum             | Stad                  | Aantekeningen                                      |
| -------------------------------------------------------------- | ------------------- | ------------------- | ----------------- | --------------------- | -------------------------------------------------- |
| 1                                                              | Akira Hokuto        | 1                   | 29 december 1996  | Nashville (Tennessee) | Versloeg Madusa.                                   |
| Beschikbaar gesteld                                            | Beschikbaar gesteld | Beschikbaar gesteld | 15 juni 1997      |                       | Hokuto verliet het bedrijf: titel vacant door WCW. |
| 2                                                              | Devil Masami        | 1                   | 20 september 1997 | Kawasaki, Japan       | Versloeg Zero voor de vacante titel.               |
| Titel opgeborgen nadat GAEA en WCW hun samenwerking beëindigde |                     |                     |                   |                       |                                                    |